# 冯家坪乡
冯家坪乡是中国陕西省延安市延川县下辖的一个乡。2011年，撤销冯家坪乡、高家屯乡并入永坪镇。

## 行政区划
冯家坪乡下辖以下行政区：
冯家坪村、黄家圪塔村、前张家沟村、后张家沟村、高家塌村、赵家河村、贺家河村、王家沟村、柏叶沟村、沙家沟村、大白家沟村、段家圪塔村、聂家坪村、彪家沟村、刘家沟村、寺村。